# Kala (album)
Pour les articles homonymes, voir Kala.
Albums de M.I.A.
Arular
(2005) /\/\/\Y/\
Singles
1. Boyz
Sortie : 11 juillet 2007
2. Jimmy
Sortie : 1er octobre 2007
3. Paper Planes
Sortie : 11 février 2008

Kala est le deuxième album studio de l'artiste britannique M.I.A., sorti le 8 août 2007. Trois singles ont été extraits de cet album : Boyz, Jimmy et Paper Planes. Kala mélange plusieurs styles comme le Hip-Hop alternatif, la Dance alternative, l'électronique et des styles indiens comme le Urumee melam (un style venant de Tamil Nadu). L'album est principalement produit par M.I.A. elle-même et Switch, et il présente aussi des collaborations avec Diplo, The Wilcannia Mob, Afrikan Boy et Timbaland.

Kala est le prénom de sa mère (Arular, le nom donné à son précédent album, étant le prénom de son père), lui rendant ainsi hommage pour elle comme pour son combat politique. Le thème de la lutte est donc le thème prédominant de l'album. Pour la production de l'album, M.I.A. s'est rendue en Inde et à la Trinité. Elle avait prévu de se rendre aux États-Unis, mais le visa lui a été refusé.
L'album fut un succès critique et commercial. Il est nommé meilleur album par plusieurs critiques et entre dans le top 200 américain et a atteint la dix-huitième place et la première place pour les charts d'albums électroniques. Au Royaume-Uni, il atteint la trente-neuvième place.

## Musique et paroles
Le titre de l'album porte le prénom de sa mère, en contraste avec le précédent, Arular, qui porte celui de son père. Arular était, selon l'artiste, plus masculin. Tandis que Kala est plus féminin, puisqu'il est question de sa mère et de ses combats : « comment travailler, nourrir les enfants, les élever et leur donner le pouvoir de l'information ». 
La musique, dite « plus lourde », avec l'omniprésence des percussions, des voix et des sons fut produite durant ses voyages à travers le monde. Elle dit de l'album qu'il est « so outsider » (littéralement : très étranger). Elle le décrit comme contenant « des formes, des couleurs, l'Afrique, la rue, le pouvoir, la prostitution, le nouveau monde et brave ». Les titres Boyz et Bird Flu utilisent des tambours tamouls, reproduisant ainsi des sons de musique folk tamoul, sons qu'elle connaissait déjà ayant vécu au Sri Lanka. Hussel (avec la participation d'Afrikan Boy) est le produit de l'imagination de M.I.A., il s'agit d'un groupe de réfugiés qui sont passés en contrebande dans un bateau, et l'exprima musicalement et en dit « s'ils détonnaient ce 'beat' sur le côté d'un bateau, comment cela sonnerait-il ? C'est pourquoi il y a cet écho et cet effet sous-marin ». L'instrumentation de World Town lui fait rappeler ses réveils au Sri Lanka, lorsqu'elle n'était qu'une enfant. Elle y introduit le remix de The Wilcannia Mob pour le titre Mango Pickle Down River, car selon elle, il est rare d'entendre des voix aborigènes dans un enregistrement. Dans une interview pour Exclaim! elle dit de la chanson Bamboo Banga qu'il s'agit d'un « beat d'un morceau de bambou, avec une touche House ». La chanson Jimmy est un hommage à sa mère et une version à elle des musiques de films bollywoodiens (Disco dancer, 1982) sur lesquelles elle avait l'habitude de danser durant les fêtes, étant enfant.

Les paroles de Boyz font référence aux artistes qui se trouvent en Jamaïque et à leurs mouvements de danse. 20 Dollars parle de la relative facilité de se procurer des AK-47 au Libéria. XR2 nous rappelle la vie de l'artiste qui grandissait avec la culture rave au début des années 1990. Paper Planes évoque avec ironie et humour les problèmes qu'elle a eu elle-même avec les visa et les perceptions que les gens peuvent avoir des émigrés.

## Artwork
La couverture de l'album fut créée par M.I.A. elle-même. L'artiste est au centre de l'image entourée du slogan répété « Fight on! ». Tout ceci entouré par de dessins tribaux et colorés, avec des effets créés avec l'utilisation de pixels. Le magazine The Village Voice en dit : « Peut-être qu'un jour elle fera une pochette d'album qui ne fera pas mal aux yeux quand on la regarde ». Les photos ont été prises au Liberia et en Jamaïque ; elles représentent M.I.A. et des habitants de ces pays. Le style fait penser à du pop art mélangé aux dessins tribaux. Et pour illustrer les thèmes récurrents de ses albums comme la guerre, elle y inclut des images d'armes comme des grenades ou des armes à feu. Dans l'artwork, on retrouve une image de la chanteuse Madonna sur la vitre arrière d'une voiture.

## Commercialisation
Initialement, l'album était prévu pour une commercialisation le 26 juin 2007, selon le magazine Rolling Stone. Pour des raisons inconnues, la sortie est repoussée et il est finalement commercialisé le 8 août de la même année, par XL Recordings au Japon, le 27 août au Royaume-Uni et le 21 août aux États-Unis par Interscope Records. La version japonaise contient 3 bonus : Far Far, Big Branch et What I Got. 
Après le succès commercial du single Paper Planes, l'album est réédité au Royaume-Uni, en octobre 2008.

### Critique
Kala a reçu un excellent accueil auprès de la presse, encore meilleur que le précédent album, Arular. Le site Metacritic (qui collecte les notes attribuées dans les tests de sources anglophones), basé sur 37 critiques, lui attribue une moyenne de 87 %. À la fin de l'année 2009, le journaliste américain Robert Christgau considère Kala comme étant le meilleur album de la décennie.
À la fin de l'année 2007, l'album a été classé de nombreuses fois dans les listes des "Meilleurs albums de l'année" : numéro un pour Rolling Stone et Blender, numéro trois pourPitchfork, numéro quatre pour The Guardian et Drowned in Sound, numéro six pour Paste, The A.V. Club et Entertainment Weekly, numéro sept dans le NME et numéro huit  pour Stylus.

## Titres
| No  | Titre                                                 | Auteur | Durée |
| --- | ----------------------------------------------------- | --- | ----- |
| 1.  | Bamboo Banga                                          | Mathangi Arulpragasam, Ilaiyaraaja, Jonathan Richman, Dave Taylor                                                                 | 4:58  |
| 2.  | Bird Flu (en)                                         | Arulpragasam, R. P. Patnaik, Taylor                                                                                               | 3:24  |
| 3.  | Boyz                                                  | Arulpragasam, Taylor | 3:27  |
| 4.  | Jimmy                                                 | Arulpragasam, Bappi Lahiri, Taylor                                                                                                | 3:29  |
| 5.  | Hussel (featuring Afrikan Boy)                        | Arulpragasam, Wesley Pentz, Taylor                                                                                                | 4:25  |
| 6.  | Mango Pickle Down River (featuring The Wilcannia Mob) | Brendan Adams, Arulpragasam, Buddy Blair, Keith Dutton, Walter Ebsworth, Roy Johnson, Lendal King, Morgan Lewis, Daniel M. Wright | 3:53  |
| 7.  | 20 Dollar                                             | Arulpragasam, Charles Thompson, Taylor                                                                                            | 4:34  |
| 8.  | World Town                                            | Arulpragasam, Blaqstarr, Taylor                                                                                                   | 3:52  |
| 9.  | The Turn                                              | Arulpragasam, Blaqstarr | 3:52  |
| 10. | XR2                                                   | Arulpragasam, Pentz, Taylor | 4:20  |
| 11. | Paper Planes                                          | Arulpragasam, Mick Jones, Topper Headon, Pentz, Paul Simonon, Joe Strummer                                                        | 3:24  |
| 12. | Come Around (featuring Timbaland)                     | Arulpragasam, Timothy Clayton, Timothy Mosley                                                                                     | 3:53  |

| 13. | Far Far    | 3:24 |
| 14. | Big Branch | 2:44 |
| 15. | What I Got | 3:15 |

| 13. | Big Branch | 2:44 |

| 13. | Bird Flu (Cavemen Remix) | 3:18 |

| 1. | Paper Planes (Afrikan Boy and Rye Rye Remix)                                               | Arulpragasam, Jones, Headon, Pentz, Simonon, Strummer             | 4:01 |
| 2. | Shells                                                                                     | Arulpragasam                                                      | 2:36 |
| 3. | Far Far                                                                                    | Arulpragasam, Taylor                                              | 3:24 |
| 4. | Big Branch                                                                                 | Arulpragasam, Taylor                                              | 2:44 |
| 5. | What I Got                                                                                 | Arulpragasam, Chad Smith, Kiedis, Flea, Frusciante, Charles Smith | 3:15 |
| 6. | Sound of Kuduro (Buraka Som Sistema featuring DJ Znobia, M.I.A., Saborosa, and Puto Prata) | Arulpragasam, Buraka Som Sistema                                  | 3:40 |

Samples
- Bamboo Banga contient un sample de la chanson Roadrunner de Jonathan Richman et de  Kaattukkuyilu, écrite et interprétée par Ilaiyaraaja dans le film tamoul de 1991 Thalapathi.
- Bird Flu contient un sample de Thirvizha Na Vantha écrite et interprétée par R. P. Patnaik dans le film  tamoul Jayam.
- Jimmy contient un sample du titre Jimmy Jimmy Aaja composé par Bappi Lahiri pour le film Bollywood de 1982 Disco Dancer.
- Mango Pickle Down Riverest un remix du titre Down River enregistré par Wilcannia Mob.
- 20 Dollar contient des samples des chansons Where Is My Mind? des Pixies et Blue Monday de New Order.
- World Town contient un sample de Hands Up, Thumbs Down de Blaqstarr.
- Paper Planes contient un sample du titre de  The Clash Straight to Hell.
- What I Got contient un sample du titre des Red Hot Chili Peppers; Give It Away.

## Classements de ventes
| Pays                                | Meilleure position |
| ----------------------------------- | ------------------ |
| Allemagne                           | 93[réf. souhaitée] |
| Australie                           | 46                 |
| Autriche                            | 74                 |
| Belgique                            | 22                 |
| Canada                              | 16                 |
| États-Unis Billboard 200            | 18                 |
| États-Unis Top albums Électroniques | 1                  |
| États-Unis Top albums Rap           | 8                  |
| Europe                              | 74                 |
| Finlande                            | 38                 |
| France                              | 117                |
| Japon                               | 23                 |
| Irlande                             | 22                 |
| Norvège                             | 22                 |
| Pays-Bas                            | 44                 |
| Royaume-Uni                         | 39                 |
| Suède                               | 18                 |
| Suisse                              | 74                 |